# Шаллсбург (містечко, Вісконсин)
Шаллсбург (англ. Shullsburg) — місто (англ. town) в США, в окрузі Лафаєтт штату Вісконсин. Населення — 312 особи (2020).

## Демографія
Згідно з переписом 2010 року, у місті мешкали 354 особи в 135 домогосподарствах у складі 106 родин. Було 152 помешкання
Расовий склад населення:
| - 96,0 % — білих - 2,5 % — азіатів - 0,6 % — чорних або афроамериканців |

До двох чи більше рас належало 0,0 %. Частка іспаномовних становила 0,8 % від усіх жителів.
За віковим діапазоном населення розподілялося таким чином: 23,7 % — особи молодші 18 років, 63,9 % — особи у віці 18—64 років, 12,4 % — особи у віці 65 років та старші. Медіана віку мешканця становила 43,7 року. На 100 осіб жіночої статі у місті припадало 121,2 чоловіків;  на 100 жінок у віці від 18 років та старших — 125,0 чоловіків також старших 18 років.
Середній дохід на одне домашнє господарство  становив 81 028 доларів США (медіана — 56 875), а середній дохід на одну сім'ю — 90 920 доларів (медіана — 60 625). Медіана доходів становила 41 071 долар для чоловіків та 35 833 долари для жінок. За межею бідності перебувало 4,6 % осіб, у тому числі 3,1 % дітей у віці до 18 років та 4,4 % осіб у віці 65 років та старших.
Цивільне працевлаштоване населення становило 176 осіб. Основні галузі зайнятості: сільське господарство, лісництво, риболовля — 30,7 %, освіта, охорона здоров'я та соціальна допомога — 18,8 %, роздрібна торгівля — 11,4 %, виробництво — 11,4 %.